# オークランド工科大学
オークランド工科大学（オークランドこうかだいがく、英語: Auckland University of Technology <AUT University> 、マオリ語: Te Wananga Aronui o Tamaki Makau Rau、略称:AUT）は、ニュージーランド北島の最大都市・オークランド に所在する国立大学。1895年設立（2000年より現行体制）。学生数2万9,000人（2018）。近年、"AUT University" の表記が公式ロゴ・SNSをはじめ、AUT所属の研究者が自身の所属を表す際にも用いられている。
最近の世界大学ランキング (THE 2019) において、301-350位にランクインしている（日本では名古屋大学が同301-350位にランクイン）。これは、ニュージランド国内でオークランド大学、オタゴ大学に次いで3番目の順位である。
また、AUTは世界大学ランキング (THE 2019) の国際的展望分野において、オーストラリア・ニュージーランド地域で1位（世界22位）を獲得しており、100カ国・5,400人以上の留学生が在籍するインターナショナルな大学としても注目されている。QS世界大学ランキング2019においても5つ星を獲得。
コンピューターサイエンスをはじめ、電気電子工学、エンジニアリングの分野において高い評価を得ているが、アート・デザイン、経営学、経済学においても高い評価を得ており、QS世界大学ランキング2019においてすべての分野でトップ500にランクインしている。

近年、スポーツ科学分野の研究においても注目が集まっており、世界大学学術ランキング（ARWU2018）が発表した同分野の世界ランキングにおいて、AUTは46位にランクインしている。

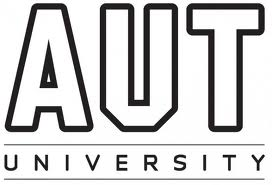
AUT University Logo

## キャンパス

### North Campus
Location: Level 2, AS Building, 90 Akoranga Drive, Northcote, Auckland 0627

### City Campus
Location: Building WA, level 2, 55 Wellesley Street East, Auckland Central 1010

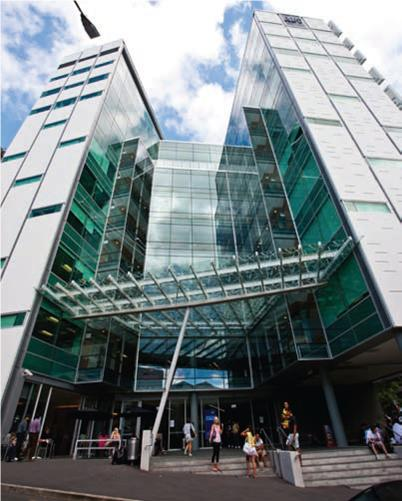
City Campus

### South Campus
Location: MB Building, 640 Great South Road, Manukau, Auckland 2025

### AUT Millennium
Location: 17 Antares Place, Mairangi Bay, North Shore, Auckland 0632

### Centre for Refugee Education
Location: 251 Massey Road, Mangere East, Auckland 2024

### Radio Astronomy Observatory
Location: Satellite Station Road, Warkworth, Auckland 0983

## 歴史
1895年開校。開校当時はAuckland Technical School（オークランド科学技術校）として技術指導を中心に夜間部のみ設置された。1906年から昼間部を設置し学生数30人で開校した学校は800人を超える。1913年にSeddon Memorial Technical College（セドン記念工科校）へ校名変更する。
1969年にオークランド工科専門学校へ校名変更する。1989年にポリテクニックに認定され、Auckland Institute of Technology（オークランド工科インスティテュート）（AIT）へ校名変更。学士と修士の学位を授与できる高等教育機関になる。
1995年に創立100周年記念式典が挙行され学生数は25,000人を超える。2000年1月1日にニュージーランド教育省による大学自治権付与により、現在のオークランド工科大学（AUT）となる。博士課程を設置。
オークランド市内を中心に3つのキャンパスと3つの研究施設等を持つ。学長は生化学者のデレック・マコーマック。

## 学術組織

### Faculty of Business, Economics and Law
- Business School
- Law School
- School of Economics

### Faculty of Culture and Society
- School of Education
- School of Hospitality and Tourism
- School of Language and Culture
- School of Social Sciences and Public Policy

### Faculty of Design and Creative Technologies
- School of Art and Design
- School of Communication Studies
- School of Engineering, Computer and Mathematical Sciences
- Colab: Creative Technologies

### Faculty of Health and Environmental Sciences
- School of Clinical Sciences
- School of Inter-professional Health Studies
- School of Public Health and Psychosocial Studies
- School of Science
- School of Sport and Recreation

## 著名な卒業生

### 政治
- ジム・アンダートン（政治家、セドン記念工科校時代に在籍）

### 文学
- 田辺青蛙（小説家）

### 研究
- クレア・マクラクラン（英語版）（大学教授）

### 経済・産業
- ステファン・ティンデール（英語版）（The Warehouse Group創設者）
- アネット・プレスリー（英語版）（実業家）

### 芸能
- キャロル・ハーシュフェルド （英語版）（テレビ番組プロデューサー）
- ピッパ・ウェズゼル（英語版）（テレビ・パーソナリティ）
- シャーロット・グレニー（英語版）（ジャーナリスト）
- ダンカン・ガーナー（英語版）（テレビ/ラジオ・パーソナリティ）
- ジョエル・デフリーズ（英語版）（元BBCパーソナリティ）
- ドミニク・ボウデン（英語版）（テレビ・パーソナリティ）

### スポーツ
- キャメロン・レスリー（英語版）（水泳選手、2008年北京パラリンピック男子150m個人メドレー金メダリスト）
- ピーター・ウィリアム（英語版）（アルペン・スキーヤー）
- マイク・ハリス（ラグビー選手、オーストラリア代表）
- ダン・プライアー（ラグビー選手）
- ポール・ウィリアムズ（英語版）（ラグビー選手）
- サム・ヘンウッド（ラグビー選手）
- ベイデン・カー（ラグビー選手）
- ブレント・ワード（ラグビー選手）
- ジョー・ロイヤル（英語版）（ラグビー選手）
- ポール・アトキンズ（ラグビー選手）
- ブルース・マクラーレン（F1ドライバー）